# Czarina Wilpert
Czarina Wilpert (* in Los Angeles) ist eine Sozial- und Migrationsforscherin. Sie forscht und publiziert seit den 1980er Jahren zu den Themen Migration, Diskriminierung und Chancengleichheit.

## Leben und Wirken
Czarina Wilpert, geborene Huerta, ist mexikanisch-amerikanischer Herkunft und lebt seit 1968 in Berlin. 1974 schloss sie ihr Studium der Soziologie, Psychologie und Bildungsökonomie an der Technischen Universität Berlin ab (M.A.) und promovierte dort 1980 zur Dr. Phil. Soziologie mit dem Thema „Die Zukunft der zweiten Generation. Erwartungen und Verhaltensmöglichkeiten ausländischen Kinder“. In ihrem Berufsleben war und ist Wilpert in verschiedenen Positionen als angestellte und freiberufliche Wissenschaftlerin tätig.
Als wissenschaftliche Mitarbeiterin war sie 1974–1977 im International Institute for Comparative Social Research – International Labour Migration im Wissenschaftszentrum Berlin und 1979–1981 im Forschungsvorhaben „Zukunftsorientierung von Migrantenfamilien am Beispiel der Türken in Berlin“ der Technischen Universität Berlin tätig. 1982–1987 koordinierte sie ein Forschungsvorhaben in 12 europäischen Ländern über die 2. Generation und kulturelle Identität von Immigranten (Cultural Identity and Migration) der Europäischen Wissenschaftsstiftung, Straßburg.
Es folgten Forschungen als wissenschaftliche Mitarbeiterin 1984–1988 im Projekt „Kulturelle Identität und Migration“, und 1992–1993 am Institut für Soziologie, jeweils an der Technischen Universität Berlin. 1994–1997 arbeitete sie als wissenschaftliche Mitarbeiterin im Bundesinstitut für Berufsbildung.
Wilpert war 1996–1998 am Institut für Sozialwissenschaften der Technischen Universität Berlin Mitglied im TSER-Forschungsvorhaben der Kommission der Europäischen Union: „Migrant insertion in the informal economy, deviant behavior and the impact on receiving societies“, und 1999–2001 Mitglied im TSER-Netzwerk der Kommission der Europäischen Union: „Working on the fringes: immigrant business, economic integration and informal practices.“
2001 war sie Mitglied des CIVITAS Evaluationsteams: Alice Salomon Fachhochschule für Sozialarbeit und Sozialpädagogik Berlin. 2002–2004 koordinierte sie das EU-Programm – Anti-Discrimination Legislation and the Potential for Diversity Implementation in the Public Administration „Berlin Stadt der Vielfalt“, in Kooperation mit der Integrationsbeauftragten der Senatsverwaltung Berlin für Gesundheit und Soziales.
Seit 2004 forscht Wilpert als Senior researcher – 2004 bis 2006 im Projekt SMILING – Skilled Migrants in the Labour Market, 2007–2010 im Projekt GendeRace, EU 7th Rahmen Program: the Intersectionalilty of Gender, Ethnicity, and Class in access and use of anti-discrimination legislation und bis heute in unterschiedlichen Projekten den Bereichen International Migration, Immigrant Self-Employment, Ethnic Economy, Citizenship, Diversity, Discrimination and Race.
Schwerpunkte ihrer Arbeiten sind die Forschung zu Internationaler Migration, Gender und Generation im Rahmen der Arbeitsmarktentwicklung von Nachkommen der Arbeitsmigranten, Ethnische Ökonomie, die Selbstständigkeit von Immigrantinnen, Bürgerschaft, Diversity, Diskriminierung und Rassismus.
Czarina Wilpert engagiert sich ehrenamtlich in gemeinnützigen Vereinen und Projekten:
Seit 1990 ist sie Mitgründerin und Mitglied des Vorstands der Initiative Selbständiger Immigrantinnen, einem Bildungsträger in Bereich Existenzgründung für Immigrantinnen. Von 1991 bis 1994 initiierte und leitete Czarina Wilpert das Projekt MIBA (Mehrsprachige Immigrantinnen in Beruf- und Ausbildung) des Berliner Frauenbundes 1949 e.V. Seit 1996 engagiert sie sich im Verein Eine Welt der Vielfalt e.V., einer gemeinnützigen Organisation, die sich mit ihrem Bildungsprogramm „Eine Welt der Vielfalt“ für Diversity und Menschenrechte und gegen Diskriminierung einsetzt. Wilpert gründete den Verein 1996 anlässlich der rassistischen Ausschreitungen in Rostock-Lichtenhagen und war bis zum 7. November 2017 Vorstandsvorsitzende. Heute unterstützt sie den Verein als Ehrenvorsitzende.
Seit 1964 war sie mit Bernhard Wilpert verheiratet, der 2007 verstarb. Mit ihm hat sie zwei Kinder.

## Schriften
- C. Wilpert, Z. Layton-Henry (Hrsg.): Challenging Racism and Discrimination in Britain and Germany. Palgrave/Macmillan, 2003.
- C. Wilpert (Hrsg.): Innovative Ansätze in der beruflichen Bildung von Frauen in Europa. Bundesinstitut für Berufsbildung (Hrsg.), Berlin 1996.
- C. Wilpert (Hrsg.): Entering the Working World: Following the Descendants of Europe's Immigrant Labour Force. Gower, Aldershot 1988.
- C. Wilpert, J. Rex, D. Joly (Hrsg.): Immigrant Associations in Europe. Gower, Aldershot 1987.
- C. Wilpert, M. Morokvasic (Hrsg.): Bedingungen und Folgen internationaler Migration: Berichte aus Forschungen zu den Migrationsbiographien von Familien, Jugendlichen und ausländischen Arbeiterinnen. Institut für Soziologie, Technische Universität Berlin, 1983.
- C. Wilpert: Die Zukunft der Zweiten Generation: Erwartungen und Verhaltensmöglichkeiten ausländischer Kinder. Verlag Anton Hain, Königstein/Ts. 1980.

### Artikel (Auszug)
- C. Wilpert, R. Mandel: Pathways to Emancipation, Immigrant Women from Turkey and their Descendants. In: N. Abadan-Unat, G. Mizrahi Mirdal: Emancipation in Exile: Perspectives on the Empowerment of Migrant Women. Bilgi University Press, Istanbul 2015.
- C. Wilpert: Identity Issues in the History of the Postwar Migration from Turkey to Germany, to be published. In: 50 Years Migration from Turkey to Germany. (= German Politics and Society. Band 31, Nr. 2). 20130, S. 108–131.
- C. Wilpert: Migration and informal work in the new Berlin: new forms of work or new sources of labour? In: Journal of Ethnic and Migration Studies. Vol. 24, No. 2:269–294. April 1998.
- C. Wilpert: Die Töchter der Gastarbeiter: Berufskarrieren und Zugehörigkeiten. In: B. Schäffers (Hrsg.): Lebensverhältnisse und soziale Konflikte im neuen Europa. Campus Verlag, Frankfurt am Main 1993.
- C. Wilpert: The Ideological and Institutional Foundations of Racism in the Federal Republic of Germany. In: J. Wrench, J. Solomos (Hrsg.): Racism and Migration in Europe in the 1990s. Berg Publishers, 2003.
- C. Wilpert: Ethnic and Cultural Identity: Ethnicity and the Second Generation in the Context of European Migration. In: K. Liebkind: New Identities in Europe. Gower, Aldershot 1989.
- C. Wilpert, A. S. Gitmez: A Micro-Society or an Ethnic Community? Social Organization and Ethnicity Amongst Turkish Migrants in Berlin. In: John Rex, D. Joly, C. Wilpert (Hrsg.): Immigrant Associations in Europe. Gower, Aldershot 1987.

## Auszeichnungen
- 2006: Berliner Frauenpreis[4]
- 2012: Verdienstorden des Landes Berlin[5]
- 2017: Verdienstorden der Bundesrepublik Deutschland[6][7]